# Liste der Abgeordneten zum Vorarlberger Landtag
Dies ist eine Liste von Listen der Abgeordneten zum Vorarlberger Landtag.

## Liste
- Liste der Abgeordneten zum Vorarlberger Landtag (I. Gesetzgebungsperiode)
- Liste der Abgeordneten zum Vorarlberger Landtag (II. Gesetzgebungsperiode)
- Liste der Abgeordneten zum Vorarlberger Landtag (III. Gesetzgebungsperiode)
- Liste der Abgeordneten zum Vorarlberger Landtag (IV. Gesetzgebungsperiode)
- Liste der Abgeordneten zum Vorarlberger Landtag (IX. Gesetzgebungsperiode)
- Liste der Abgeordneten zum Vorarlberger Landtag (V. Gesetzgebungsperiode)
- Liste der Abgeordneten zum Vorarlberger Landtag (VI. Gesetzgebungsperiode)
- Liste der Abgeordneten zum Vorarlberger Landtag (VII. Gesetzgebungsperiode)
- Liste der Abgeordneten zum Vorarlberger Landtag (VIII. Gesetzgebungsperiode)
- Liste der Abgeordneten zum Vorarlberger Landtag (X. Gesetzgebungsperiode)
- Liste der Abgeordneten zum Vorarlberger Landtag (XI. Gesetzgebungsperiode)
- Liste der Abgeordneten zum Vorarlberger Landtag (XII. Gesetzgebungsperiode)
- Liste der Abgeordneten zum Vorarlberger Landtag (XIII. Gesetzgebungsperiode)
- Liste der Abgeordneten zum Vorarlberger Landtag (XIV. Gesetzgebungsperiode)
- Liste der Abgeordneten zum Vorarlberger Landtag (XIX. Gesetzgebungsperiode)
- Liste der Abgeordneten zum Vorarlberger Landtag (XV. Gesetzgebungsperiode)
- Liste der Abgeordneten zum Vorarlberger Landtag (XVI. Gesetzgebungsperiode)
- Liste der Abgeordneten zum Vorarlberger Landtag (XVII. Gesetzgebungsperiode)
- Liste der Abgeordneten zum Vorarlberger Landtag (XVIII. Gesetzgebungsperiode)
- Liste der Abgeordneten zum Vorarlberger Landtag (XX. Gesetzgebungsperiode)
- Liste der Abgeordneten zum Vorarlberger Landtag (XXI. Gesetzgebungsperiode)
- Liste der Abgeordneten zum Vorarlberger Landtag (XXII. Gesetzgebungsperiode)
- Liste der Abgeordneten zum Vorarlberger Landtag (XXIII. Gesetzgebungsperiode)
- Liste der Abgeordneten zum Vorarlberger Landtag (XXIV. Gesetzgebungsperiode)
- Liste der Abgeordneten zum Vorarlberger Landtag (XXIX. Gesetzgebungsperiode)
- Liste der Abgeordneten zum Vorarlberger Landtag (XXV. Gesetzgebungsperiode)
- Liste der Abgeordneten zum Vorarlberger Landtag (XXVI. Gesetzgebungsperiode)
- Liste der Abgeordneten zum Vorarlberger Landtag (XXVII. Gesetzgebungsperiode)
- Liste der Abgeordneten zum Vorarlberger Landtag (XXVIII. Gesetzgebungsperiode)
- Liste der Abgeordneten zum Vorarlberger Landtag (XXX. Gesetzgebungsperiode)
- Liste der Abgeordneten zum Vorarlberger Landtag (XXXI. Gesetzgebungsperiode)